# Меморандум Танаки
Меморандум Танаки (яп. 田中上奏文, たなかじょうそうぶん, танака дзьособун; яп. 田中メモランダム, たなかメモランダム, танака меморандаму) — таємне звернення прем'єр-міністра Японії Танаки Ґіїті до Імператора Сьова з детальним планом завоювання Республіки Китай, а в подальшому — цілої Азії. Складене 1927 року за результатами обговорення Східної Ради. 1929 року текст меморандуму був оприлюднений в американській і китайській пресі. Після Другої світової війни меморандум вважався важливим доказом наявності агресивних планів Японської імперії щодо Китаю. Проте більшість сучасних істориків сумнівається в автентичності документу, вважаючи його провокацією американських і китайських спецслужб.